# David "Honeyboy" Edwards
David "Honeyboy" Edwards (Shaw, 28 de Junho de 1915 –  Chicago, 29 de Agosto de 2011) foi um músico de Delta blues norte americano.
Segundo o New York Times, o músico era o último autêntico representante do idioma blues que se desenvolveu no Mississipi durante a segunda e terceira décadas do século XX. Nascido em Shaw, Mississipi, aprendeu a tocar sozinho, assistindo a performances de bluesmens como Tommy McClennan e Robert Petway. Aos 14 anos, já tocava ao lado de Big Joe Williams. Depois de vários anos ao lado desta lenda do blues, tocou, durante os anos 30 e 40 ao lado dos principais nomes do gênero da época, como Big Walter Horton, Yank Rachell e Robert Johnson, o maior nome do blues em todos os tempos.
Morreu a 29 de Agosto de 2011, aos 96 anos. Honeyboy era um dos últimos remanescentes do estilo acústico chamado Delta blues, estilo que tocava desde que deixara a sua casa no Mississipi, aos 14 anos.

## Discografia
- Who May Be Your Regular Be (Arc, 1951)
- Build A Cave (Artist, 1951)
- Drop Down Mama (Chess, 1953)
- Old Friends (Earwig, 1979)
- White Windows (Blue Suit, 1988)
- Delta Bluesman (Earwig/Indigo, 1992)
- I've Been Around (Savoy Jazz, 1995)
- Crawling Kingsnake (Testament, 1997)
- World Don't Owe Me Nothing [live] (Earwig, 1997)
- Don't Mistreat a Fool (Genes, 1999)
- Shake 'Em on Down (APO, 2000)
- Mississippi Delta Bluesman (Smithsonian Folkways, 2001)
- Back to the Roots (Wolf, 2001)
- Roamin' and Ramblin (Earwig, 2008)